# كيف تصبحي امرأة
يُعد كتاب «كيف تصبحي امرأة» مذكرات غير قصصية، صدرت في عام 2011 من قبل الكاتبة البريطانية (كايتلين موران). يوثق الكتاب لحياة الكاتبة المبكرة (من مرحة المراهقة حتى منتصف الثلاثينات) بما في ذلك وجهات نظرها حول الحركة النسوية. واعتبارًا من يوليو 2014، بيعت أكثر من مليون نسخة.

## نظرة عامة
كتبت (كايتلين موران) كتابها »كيف تصبحي امرأة« بهدف جعل فكرة النسوية أكثر ملائمة لكافة النساء، من خلال سرد قصص عن النضال النسوي في حياتها الخاصة. فهي تهدف لأن تجعل النساء يتوقفن عن رؤية النسويات كراعيات لفكرة لتطرف للرجل، وأن يبدأن برؤيتهن كمدافعات عن المساواة الحقيقية. تخاطب (كايتلين موران) في كتابها أي امرأة لا تتحدث كأنها نسوية، فتقول لهن إن كل النساء نسويات متأصلات، ما لم يرفضن أي فكرة أو مفهوم يدعو للحرية الشخصية. يمكن وصفها بأنها نسوية قد تكون إيجابية أو سلبية. تخبرك (كايتلين موران) عن قصصها النسوية الخاصة باستخدام روح الدعابة القوية والذاتية، والذي يمكن أن يصل بسلاسة وبسهولة لأي امرأة. وفي مقابلة أجرتها مع NPR»»، تقول (موران) إنها تستخدم الفكاهة في كتاباتها لأنه «من الصعب المجادلة مع شخص يجعلك تضحك».